# Hermosas criaturas (película de 2013)
Beautiful Creatures (en España Hermosas criaturas) es una película de fantasía gótica romántica estadounidense de 2013 escrita para la pantalla y dirigida por Richard LaGravenese. Basada en la novela homónima de 2009 de Kami García y Margaret Stohl, la película está protagonizada por Alden Ehrenreich, Alice Englert, Jeremy Irons, Viola Davis, Emmy Rossum, Thomas Mann y Emma Thompson.
Fue estrenada en Estados Unidos el 14 de febrero de 2013 por Warner Bros. Pictures . Recibió críticas mixtas de los críticos y recaudó 60,1 millones de dólares en todo el mundo frente a su presupuesto de 60 millones de dólares, lo que la convirtió en una bomba de taquilla.

## Argumento
En Gatlin, Carolina del Sur, un adolescente, Ethan Wate, despierta de un sueño recurrente con una chica que no conoce. Se desespera de su existencia en un pueblo pequeño y sueña con ir a la universidad. En su primer día de tercer año, una recién llegada, Lena Duchannes, se parece a la chica de los sueños de Ethan. Otros estudiantes chismean sobre el solitario tío de Lena, Macon Ravenwood, y sugieren que los miembros de su familia son adoradores del diablo . De camino a casa, Ethan casi la atropella. Él la lleva y se unen por intereses.
En clase, algunos estudiantes insisten en que no pueden estar en clase con Lena y rezan para ser protegidos de ella y su familia. Visiblemente conmocionada, las ventanas de su clase se hacen añicos, lo que aumenta los temores y sospechas de que sea una bruja. Ethan y Lena se hacen amigos y él le da un relicario que encontró en Greenbriar. Ambos tocan el relicario, lo que desencadena un flashback compartido de la guerra civil estadounidense.
Macon desaprueba su relación y conspira con Amma, amiga de la familia de Ethan, para separarlos. Lena le dice a Ethan que ella y su familia son "lanzadores" (llamados brujas por los mortales) y pueden realizar hechizos. En su cumpleaños número 16, su verdadera naturaleza se revelará hacia la luz o hacia la oscuridad.
Las complicaciones surgen cuando dos poderosos hechiceros oscuros intentan empujar a Lena hacia la oscuridad: Ridley, la prima de Lena, y la madre de Lena, Sarafine, quien no crio a Lena y ha poseído a la Sra. Lincoln, la madre de Link, el amigo de Ethan.
Previendo que Lena se convertirá en una poderosa lanzadora, Sarafine quiere que Lena use su poder para purgar la Tierra de mortales y dejar solo a los lanzadores. La pareja tiene otro flashback de su pasado con el relicario que revela que sus antepasados, la hechicera Genevieve Duchannes y el soldado confederado mortal Ethan Carter Wate, estaban enamorados. Ethan murió en batalla y Genevieve lo revivió. Hacerlo supuso una maldición para todas las mujeres de Duchannes, que se oscurecerán cuando cumplan 16 años. Lena, mortificada, le pide ayuda a Amma, ya que es vidente y guardiana de la biblioteca de lanzadores, que se encuentra debajo de la biblioteca de la ciudad y se extiende por todo Estados Unidos. El más antiguo de los libros revela el secreto para deshacer la maldición: una persona que ama a Lena tiene que morir. Lena no está dispuesta a quitarle la vida a Ethan y borra los recuerdos de su amor.
Al seducir a Link, Ridley le da una bala para que la use en la próxima recreación de la Batalla de Honey Hill de la Guerra Civil, que también es el cumpleaños número 16 de Lena. Lena siente el impacto de la ruptura de la maldición, corre hacia Ethan y se aferra a su cuerpo moribundo mientras Ridley y Sarafine la alientan a aceptar la oscuridad. Lena arremete furiosa y envía un enorme tornado a través de la multitud hasta que el cuerpo de Ethan se transforma en Macon, quien se disfrazó para ser el sacrificio para levantar la maldición. Mientras agoniza, revela que le prometió a la madre de Ethan mantener vivo a su hijo. Esas últimas palabras alientan a Lena a "reclamarse a sí misma". Ella hace que la luna desaparezca para que no pueda reclamarla en la oscuridad. Permitiendo que Ridley huya, saca a Sarafine del cuerpo de la Sra. Lincoln y sella poderosamente el espíritu de Sarafine.
Seis meses después, Ethan, todavía amnésico, visita a Amma en la biblioteca antes de una gira universitaria con Link. Lena le regala un libro que una vez habían compartido. Lena es una lanzadora mitad clara/oscura. Cuando Link y Ethan llegan a la línea de la ciudad, la señal de salida quemada de la ciudad le recuerda el pasado momentáneamente. Sale del auto y le grita a Lena, quien escucha su llamada.

## Reparto
- Alden Ehrenreich es Ethan Wate
- Alice Englert es Lena Duchannes
- Jeremy Irons es Macon Melchizedek Ravenwood
- Viola Davis es Amarie Treadeau, "Amma"
- Emmy Rossum es Ridley Duchannes
- Thomas Mann es Wesley Jefferson Lincoln, "Link"
- Emma Thompson es Mavis Lincoln / Sarafine Duchannes
- Margo Martindale es Delphine Duchannes, "Aunt Del"[2]
- Eileen Atkins es Emmaline Duchannes, "Gramma"[3]
- Zoey Deutch es Emily Asher[2]
- Tiffany Boone es Savannah Snow
- Kyle Gallner es Larkin Kent
- Rachel Brosnahan es Genevieve Katherine Duchannes[2]
- Pruitt Taylor Vince es Mr. Lee
- Robin Skye es Mrs. Hester
- Randy Redd es Reverend Stephens
- Lance E. Nichols es Mayor Snow
- Leslie Castay es Principal Herbert
- Sam Gilroy es Ethan Carter Wate
- Gwendolyn Mulamba es Mrs. Snow
- Cindy Hogan es Mrs. Asher

## Producción
Alcon Entertainment compró los derechos de Beautiful Creatures en 2009, y el director Richard LaGravenese firmó poco después para escribir y dirigir la película.  El casting comenzó a finales de 2011,  y en febrero de 2012, Viola Davis fue elegida como Amma.  Poco después, se anunció que Jack O'Connell y Alice Englert interpretarían los personajes principales de Ethan Wate y Lena Duchannes.  Más tarde, O'Connell se retiró debido a un conflicto de programación, y Alden Ehrenreich asumió el papel de Ethan.  El reparto adicional incluyó a Emma Thompson como Sarafine y la Sra. Lincoln y Jeremy Irons como el tío de Lena, Macon Ravenwood.  Sobre el personaje de Lena, Englert afirmó que "Lena es como la mayoría de las chicas cuando te sientes enormemente insegura". 
La fotografía principal estaba originalmente programada para comenzar el 23 de abril de 2012 en Nueva Orleans  y se llevó a cabo, según LaGravenese, desde "Creo que el 16 de abril, y luego filmamos hasta el 26 de junio, y luego la post[producción] fue para Yo del 5 de julio al 17 de diciembre."  LaGravenese optó por incorporar efectos especiales prácticos junto con efectos basados en computadora para ciertas escenas, como lo describió Emmy Rossum : "[C]uando subimos al escenario y nos dimos cuenta de que la lámpara de araña realmente se movía, las sillas realmente giraban, la mesa realmente giró... todo fue muy emocionante."  El 19 de septiembre de 2012, se lanzó el primer tráiler de Beautiful Creatures. 
Camille Balsamo interpretó a Genevieve Katherine Duchannes  en una secuencia cortada de la película.
La banda sonora original fue compuesta por Thenewno2 y lanzada por WaterTower Music . Su estilo musical fue denominado "swamptronic", término acuñado por LaGravenese, y fue grabado en Abbey Road. Dhanni Harrison, hijo de George Harrison, utilizó algunas de las guitarras y equipos de su padre para grabar la banda sonora. 

## Distribución

### Estreno
La fecha de estreno de la película estaba originalmente programada para el 13 de febrero de 2013,   pero el distribuidor Warner Bros. luego retrasó la fecha hasta el 24 de febrero de 2013. La película todavía se estrenó en Suecia el día 13, un día antes de la fecha de estreno en Norteamérica.  La película celebró su estreno oficial en Estados Unidos el 11 de febrero de 2013, en la ciudad de Nueva York. 

### Medios domésticos
Beautiful Creatures se lanzó en DVD y Blu-ray el 21 de mayo de 2013.   En su primer mes de estreno, la película vendió alrededor de 428.792 copias en formato DVD y Blu-ray combinados, generando unos ingresos para el consumidor de 7.377.859 dólares. Hasta el 16 de junio de 2013, la película había recaudado aproximadamente 10.337.826 dólares en ventas de DVD y Blu-ray. 

## Recepción

### Taquilla
La película recaudó $ 10,124,912 durante su primer fin de semana, incluida la fecha de estreno del jueves, por debajo del rendimiento según las expectativas de los medios.   
Si bien la película se consideró un fracaso a nivel nacional al recaudar solo $ 19,452,138 al final de su presentación en cines en América del Norte contra un presupuesto de producción de $ 60 millones,   le fue mejor a nivel internacional, donde recaudó $ 40,600,000. Al 21 de abril de 2013, la película recaudó un total mundial de 60.052.138 dólares,  lo que la convierte en una pérdida financiera. No logró recuperar su presupuesto de producción ni otros costos, ya que en términos generales, la mitad de los ingresos por la venta de entradas van a los cines.  La revista Variety incluyó a Beautiful Creatures como una de las "mayores bombas de taquilla de Hollywood de 2013". 

### Respuesta crítica
La película ha recibido críticas mixtas por parte de los críticos. Tiene una calificación del 48% en el sitio web de agregación de reseñas Rotten Tomatoes, basada en 183 reseñas, y el consenso del sitio dice: "Dejando de lado los protagonistas románticos encantadores y el elenco de apoyo estimado, Beautiful Creatures es una adaptación de novela juvenil laboriosa que se siente diluida para el set de Crepúsculo. ".  En Metacritic, la película recibió una puntuación del 52% según 40 reseñas, lo que indica críticas mixtas o promedio. 
Owen Gleiberman, en Entertainment Weekly, le dio a la película una "B-", escribiendo: " Hermosas criaturas está llegando a un mercado lleno de adictos a Crepúsculo todavía ansiosos por su solución romántica adolescente sobrenatural, y el concepto de la película no podía ser más claro: es Crepúsculo con los sexos invertidos. Esta vez es el niño el mortal: el temperamental y estudioso Ethan, el forastero en su pequeña y adormecida ciudad". Gleiberman añadió que aunque la película "es exuberantemente pictórica y no está tan mal interpretada... el público, como Ethan, pasa demasiado tiempo esperando a que Lena sepa si es una chica buena o mala". 
El sitio web de reseñas de películas ScreenRant calificó la película como "una experiencia entrecortada y melodramática con muy poca recompensa más allá de la historia de amor central. Peor aún, pasando por alto el habitual diálogo directo sobre el amor y el sacrificio eternos, esta historia de novios desamparados es especialmente cursi y poco convincente, incluso en comparación con novelas para adultos jóvenes convertidas en películas igualmente duras. Los fanáticos del subgénero del romance sobrenatural obtendrán lo que esperan..." 
David Denby de The New Yorker escribió que la película "es un ejemplo clásico de las confusiones y los errores garrafales que pueden cometer personas talentosas que se comprometen con un concepto impulsado exclusivamente por el mercado cinematográfico... Desgraciadamente, la energía satírica y la energía satírica de Ethan Las conversaciones brillantes se disipan después de un tiempo". Elogia una escena del flashback de la Guerra Civil que "aparece cuando Ethan y Lena están viendo una película en un cine local, pero sólo ellos pueden verla" como "una idea interesante que desearía que LaGravenese hubiera seguido como una narrativa paralela". Sin embargo, una película no exige ideas interesantes, sino un espectáculo estridente y clímax locamente redundantes y una banda sonora llena de golpes sordos y un coro femenino que grita." 
Scott Mendelson, de la revista Forbes, calificó la película de "sorprendentemente buena" y animó a los espectadores que se la perdieron a verla en vídeo. 
Las encuestas de audiencia de CinemaScore le dieron a la película una calificación B. 
Beautiful Creatures apareció en el episodio 187 del podcast de comedia ¿Cómo se hizo esto? . 

## Secuelas canceladas
Warner Bros. y Alcon Entertainment compraron inicialmente los derechos cinematográficos de las cuatro novelas de la serie Caster Chronicles, y esta película se basó en el primer libro. Los planes tentativos para que los próximos tres libros se adaptaran al cine se abandonaron tras el fracaso de esta película en taquilla. 